# 旧橋本本陣池永家住宅
旧橋本本陣池永家住宅（きゅうはしもとほんじんいけながけじゅうたく）は、和歌山県橋本市にある町屋である。主屋、離座敷、表門、土蔵が1998年(平成10年）10月9日に国の登録有形文化財（建造物）に登録された。

## 概要
1805年（文化2年）紀州藩八代藩主徳川重倫が伊勢参宮の往復時に離座敷に宿泊したのち、藩主が来泊しており、橋本町御本陣となっていた。
橋本駅周辺の中心市街地土地区画整理事業により、2016年3月に移転した。

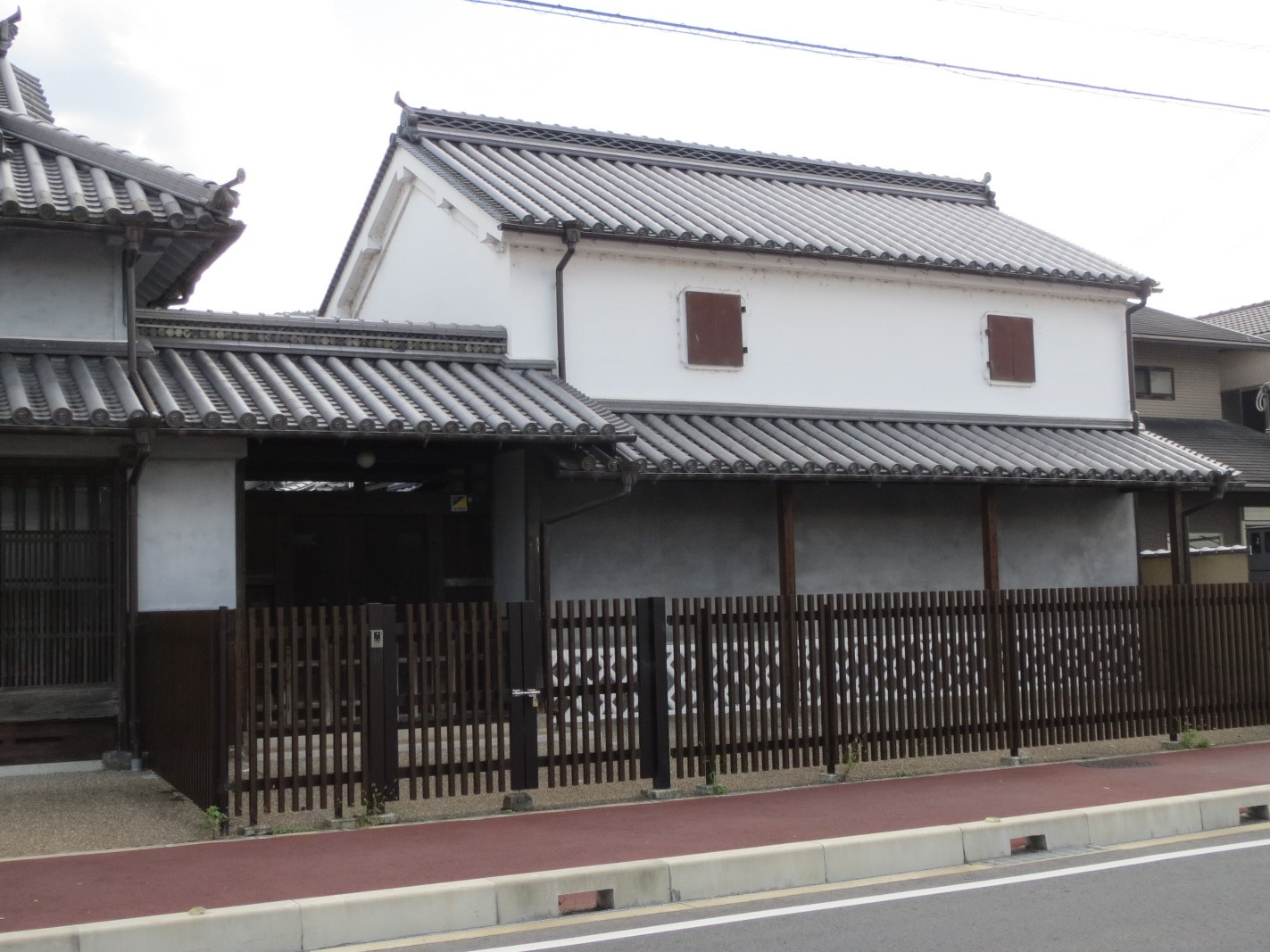
表門と土蔵
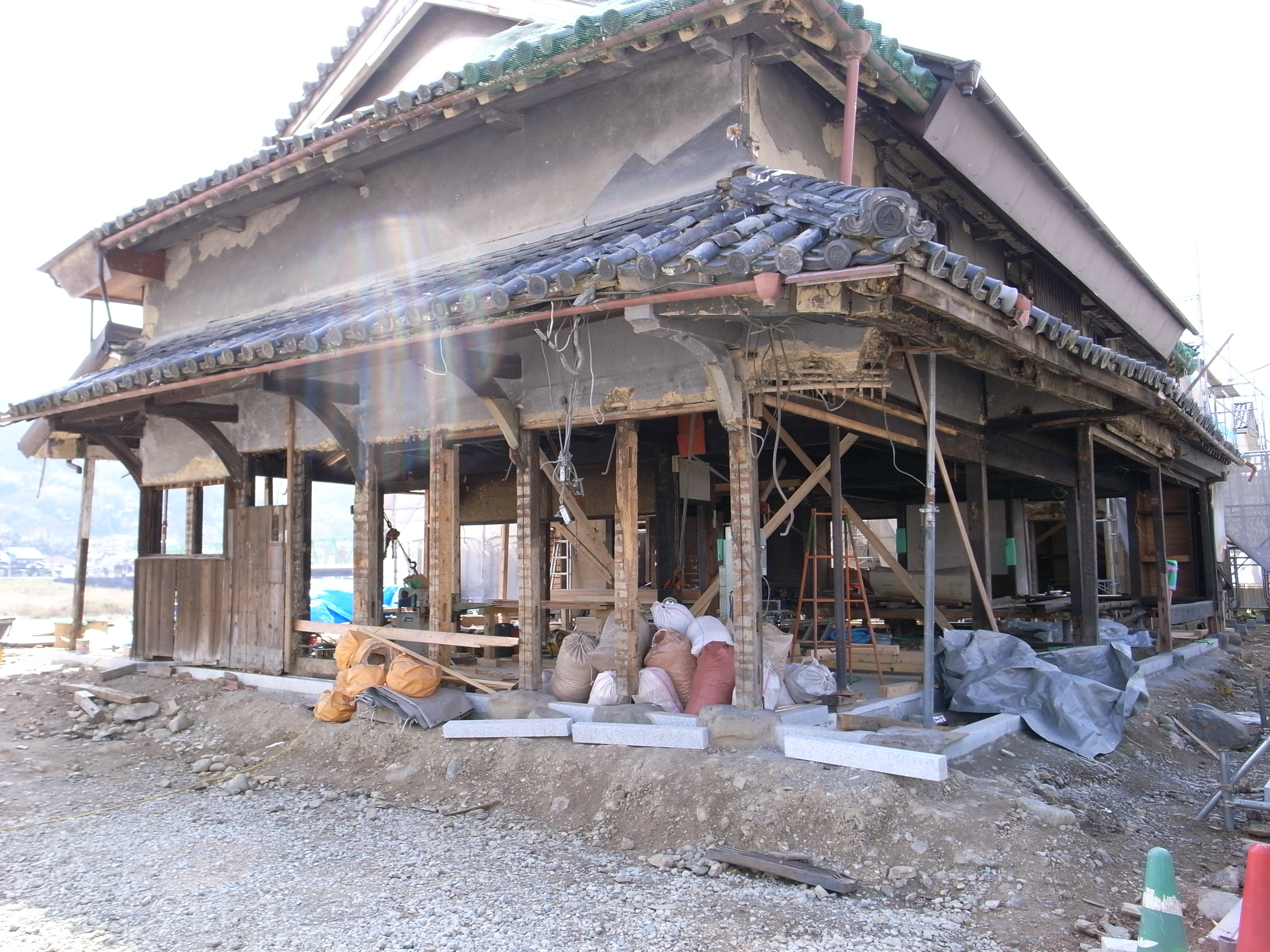
移設改修工事中

周辺には、同じく登録有形文化財であるみそや呉服店、火伏医院がある。

## アクセス
- JR和歌山線・南海高野線橋本駅下車、徒歩約3分。
- 国道24号沿い。